# Championnat international de snooker
Le championnat international est un tournoi de snooker professionnel annuel qui se déroule en Chine dans la ville de Chengdu de 2012 à 2014, dans celle de Daqing de 2015 à 2019, puis dans celle de Tianjin en 2023 et de Nanjing en 2024.

## Histoire
Introduit au cours de la saison 2012-2013 en tant que tournoi classé, c'est le 3e tournoi de cette catégorie à se dérouler en Chine après le Classique de Wuxi et le Masters de Shanghai. 
En 2018, il devient le tournoi le mieux doté en dehors du Royaume-Uni, se classant juste derrière le championnat du monde de snooker. Entre 2019 et 2023, le tournoi est suspendu en raison de la pandémie de coronavirus. Le Chinois Ding Junhui ainsi que les Anglais Judd Trump et Mark Selby partagent le record de victoires avec deux succès chacun. 

## Palmarès
| Année | Ville   | Vainqueur       | Finaliste      | Score  | Saison    |
| ----- | ------- | --------------- | -------------- | ------ | --------- |
| 2012  | Chengdu | Judd Trump      | Neil Robertson | 10 - 8 | 2012-2013 |
| 2013  | Chengdu | Ding Junhui     | Marco Fu       | 10 - 9 | 2013-2014 |
| 2014  | Chengdu | Ricky Walden    | Mark Allen     | 10 - 7 | 2014-2015 |
| 2015  | Daqing  | John Higgins    | David Gilbert  | 10 - 5 | 2015-2016 |
| 2016  | Daqing  | Mark Selby      | Ding Junhui    | 10 - 1 | 2016-2017 |
| 2017  | Daqing  | Mark Selby (2)  | Mark Allen     | 10 - 7 | 2017-2018 |
| 2018  | Daqing  | Mark Allen      | Neil Robertson | 10 - 5 | 2018-2019 |
| 2019  | Daqing  | Judd Trump (2)  | Shaun Murphy   | 10 - 3 | 2019-2020 |
| 2023  | Tianjin | Zhang Anda      | Tom Ford       | 10 - 6 | 2023-2024 |
| 2024  | Nanjing | Ding Junhui (2) | Chris Wakelin  | 10 - 7 | 2024-2025 |

## Bilan par pays
| Pays            | Joueurs | Total | Premier titre | Dernier titre |
| --------------- | ------- | ----- | ------------- | ------------- |
| Angleterre      | 3       | 5     | 2012          | 2019          |
| Chine           | 2       | 3     | 2013          | 2024          |
| Écosse          | 1       | 1     | 2015          | 2015          |
| Irlande du Nord | 1       | 1     | 2018          | 2018          |